# Ruf- und Signalmaschine

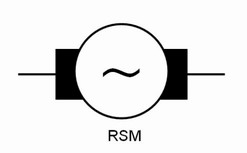
Schaltzeichen

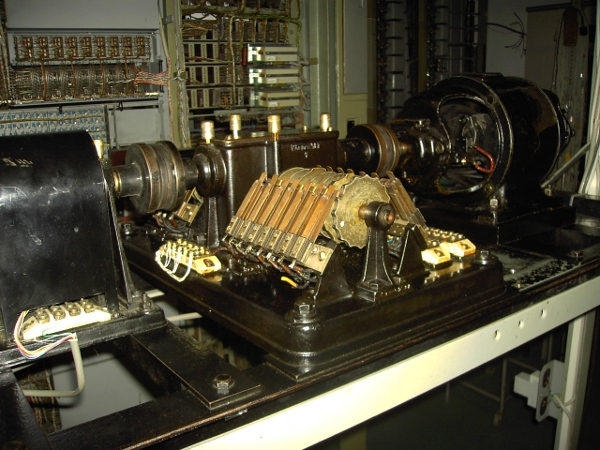
RSM 23 mit getrenntem Motor und Generator

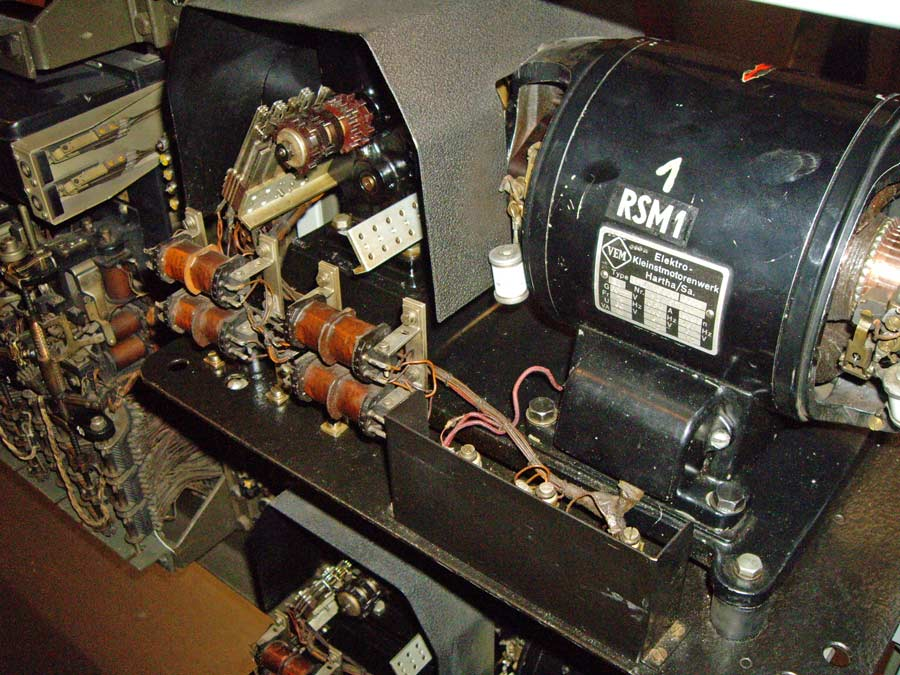
Ruf- und Signalmaschine RSM 1

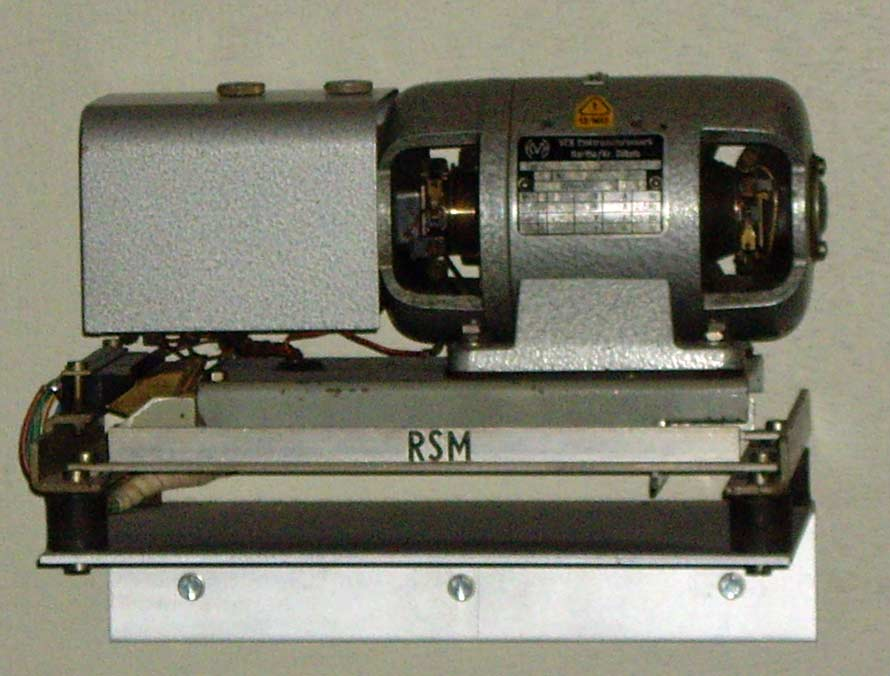
Ruf- und Signalmaschine RSM 2

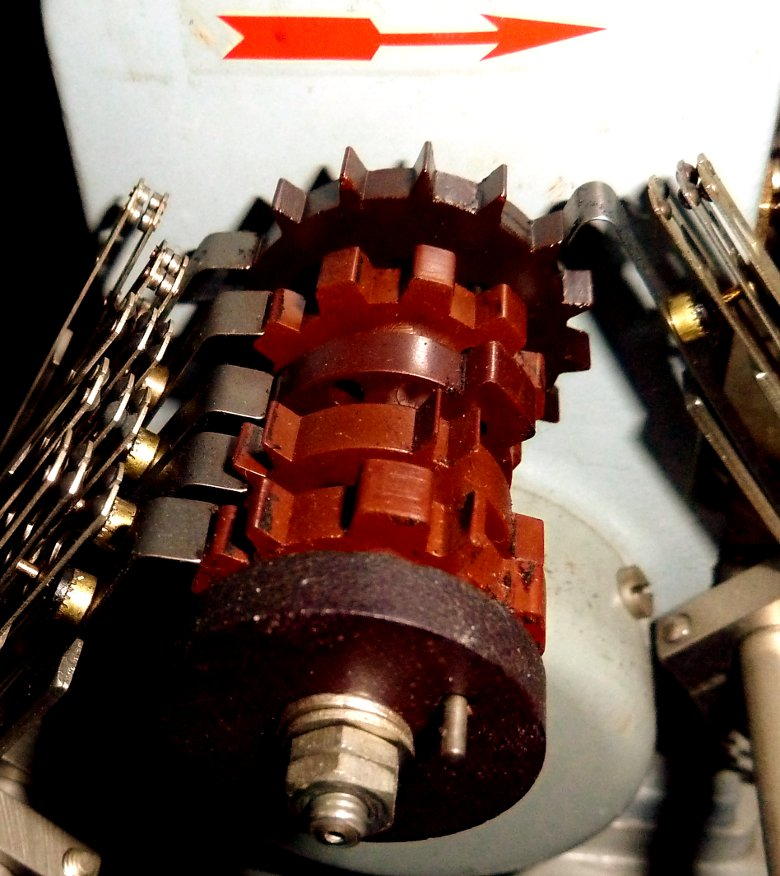
Nockenscheiben und Federsätze einer Ruf- und Signalmaschine

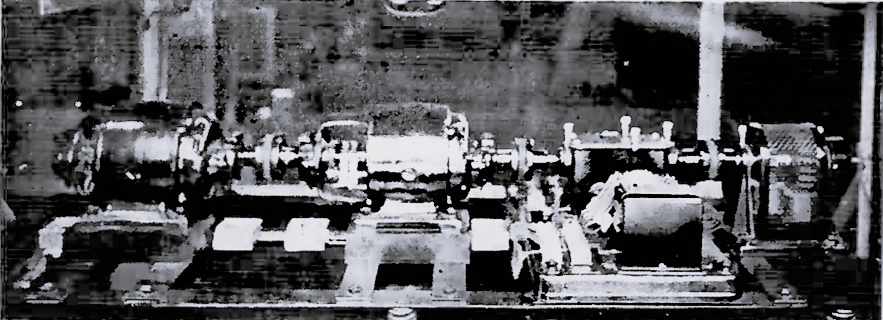
Ruf- und Signalmaschine (1927)

Die Ruf- und Signalmaschine (RSM, in Österreich Summermaschine) wurde in analogen Ortsvermittlungsstellen, sowie in mittleren und großen analogen Telefonanlagen zur Erzeugung des benötigten Wechselstroms von 25 Hz für die Rufspannung und von 450 Hz für die Hörtöne betrieben. Die RSM ist ein Umformer. Seit den 1980er Jahren werden diese Signale durch die Digitalisierung des Telefonsystems nicht mehr mit elektromechanischer RSM, sondern mit elektronischen Ruftongeneratoren erzeugt.

## RSM der Ortsvermittlungsstellen
Die RSM war eine wichtige zentrale Baugruppe einer Vermittlungseinrichtung. Ein Ausfall der RSM bedeutete, dass keine Teilnehmer gerufen und keine Hörtöne zum Anrufer gesendet werden konnten. Deshalb hatten größere Vermittlungsstellen grundsätzlich zwei redundante RSM. Sie wurden über die erzeugte Generatorspannung und einen Stillstandskontakt überwacht, so dass bei Laufstörung der Betriebs-RSM eine sofortige Umschaltung auf die zweite RSM erfolgte. Die folgenden technischen Werte beziehen sich auf die Situation in Deutschland.

### Aufgaben
- Erzeugen der 450-Hz-Hörtöne (ab dem System 22 in Deutschland)
- Erzeugen des 150-Hz-Hörtons (wurde in der Anfangszeit der Wählertechnik als Dauerton für ein Besetzt verwendet)
- Erzeugen der Takte für die Hörtöne (Wählzeichen, Besetztzeichen, Aufschaltezeichen)
- Erzeugen der 25-Hz-Rufspannung
- Erzeugen des Steuertaktes für die Rufspannung (10 Sek oder 5 Sek)
- Erzeugen der Takte für sonstige Signale (5-Min-Kontakt)

### Aufbau
In der Anfangszeit bestand die RSM aus einem Motor für den Netzbetrieb, einem Motor für den 60-V-Batteriebetrieb, einem Generator, einem Getriebe und einem Signalgeber. Bei den späteren Modellen gab es nur noch eine kompakte Version, in der der Motor und der Generator in einer Einheit (Motorgenerator) in Form eines Einankerumformers zusammengefasst sind. Der Motorgenerator erzeugt aus der in der Vermittlungsstelle vorhandenen Gleichspannung von 60 V die benötigten Wechselspannungen mit 25 Hz. Die Rufspannung beträgt im Leerlauf der Maschine circa 75 V bis 90 V und bei Volllast circa 55 V bei einer Frequenz von 25 Hz. Die Wechselspannung von 450 Hz für die Hörtöne wird mit Hilfe von besonderen Wicklungen oder mit einem Tonrad erzeugt. Die Spannung hat einen Wert von ca. 4 V bis 6 V. Die Drehzahl der Maschine darf zwischen 1380 min−1 und 1620 min−1 liegen. Als Grenzfrequenz der Rufstromfrequenz sind 23 Hz und 27 Hz und der Hörzeichenfrequenz 415 Hz und 485 Hz festgelegt.
Der Signalgeber besteht aus einer Nockenwelle und Kontaktsätzen. Die Nockenwelle ist über das Getriebe mit der Welle des Motorgenerators gekoppelt und betätigt mit den Nocken die Kontakte der Kontaktsätze. Dadurch werden die erforderlichen Takte erzeugt.
Die Leistung der RSM ist verschieden groß, sie wurde je nach Größe der Vermittlungsstelle ausgelegt.
Richtwerte:
- 5 VA für OVSt bis 300 AE (Anschluss-Einheiten)
- 15 VA für OVSt bis 4000 AE
- 60 VA für OVSt über 4000 AE

### Signale
Signale in Richtung Anrufer (alle Hörtöne mit 450 Hz, bezogen auf West-Deutschland):
- Wählton vor September 1979: 200 ms Ton, 300 ms Pause, 700 ms Ton, 800 ms Pause (Morse-A) – das „A“ stand für „Amt“ → anhörenⓘ/?
- Wählton nach September 1979: Dauerton → anhörenⓘ/?
- Freiton: 1000 ms Ton, 4000 ms Pause → anhörenⓘ/?
- Besetztton: 125 ms Ton, 475 ms Pause → anhörenⓘ/?

Signale in Richtung Angerufener
- Rufspannung 60 V, unterster Wert meist jedoch bis 90 V mit 25 Hz: 1 s Ruf, 4 s Pause (ältere Systeme 1 s Ruf, 9 s Pause)

Der sofortige erste Ruf, auch Vorruf oder Erstruf genannt, wurde zur Vermeidung einer im ungünstigsten Fall bis zu 4 s (bei älteren Systemen bis zu 9 s) dauernden Pause sofort nach Wahlende und Aufprüfen auf den freien gerufenen Anschluss angeschaltet – allerdings nicht von der RSM, sondern vom Leitungswähler.
Dieser sogenannte „Erstruf“ wurde in der öffentlichen Vermittlungstechnik durch einen meist aus 5 Relais bestehenden Langsamunterbrecher (LU) erzeugt. Beim System 55 wurde der Sofortruf durch einen Heißleiter gesteuert.
Der Weiterruf nach dem sofortigen ersten Ruf erfolgte durch die RSM im vorgegebenen Takt. Die Kontakte sind auf der RSM mehrfach vorhanden und schalten nacheinander. Der 10 Sek. Rufstrom wird dadurch auf die verschiedenen Leitungswähler verteilt. Die RSM wird dadurch entlastet, weil nicht alle Telefone gleichzeitig klingeln.
Die RSM läuft in Ämtern mit mehr als 1000 AE ständig, d. h. auch nachts (Dauerbetrieb). In Ämtern mit weniger als 1000 AE wird sie vornehmlich während der Nachtstunden stillgesetzt und nach Bedarf vom Signalrahmen aus angelassen (Anlassbetrieb). Hierbei kann der Betrieb der RSM entweder für die Dauer einer Verbindung aufrechterhalten (Daueranlassung) oder auf die Zeit der Hörzeichengabe beschränkt werden (Bedarfs- oder Einzelanlassung). Im ersten Falle wird das Anlassrelais im Signalrahmen bei der Belegung der GW und LW mit einem Kontakt des K-Relais eingeschaltet, im zweiten Falle über einen besonderen Anlassstromkreis „An“ und ein An-Relais des betreffenden Gestellrahmens gesteuert. Die Daueranlassung ist in Ämtern üblich, deren RSM nur nachts auf den Anlassbetrieb umgeschaltet werden; die Bedarfs- oder Einzelanlassung dagegen wird in kleinen Ämtern mit schwachem Verkehr als ständige Betriebsform vorgesehen.
Der Ruf- und Signalmaschine musste im Störungsfall erhöhte Aufmerksamkeit geschenkt werden. Es erfolgte eine automatische Umschaltung auf eine zweite RSM, falls vorhanden. Die Umschaltung wird durch einen Stillstandskontakt ausgelöst. Ein Ausfall der RSM ist gleichbedeutend mit dem Ausfall der ganzen Vermittlungsstelle. Daher wurde bei einem Ausfall sofort Hauptalarm (Rasselwecker, blaue Lampe) ausgelöst. Bis zum Abbau der elektromechanischen Vermittlungsstellen wurde kein elektronischer Ersatz für die RSM vorgesehen – so heulten die RSM bis zum Betriebsende der letzten, elektromechanischen Ortsvermittlungsstelle 55v mit ihrem unverwechselbaren Geräusch im Gestellrahmen vor sich hin.

## RSM in Nebenstellenanlagen

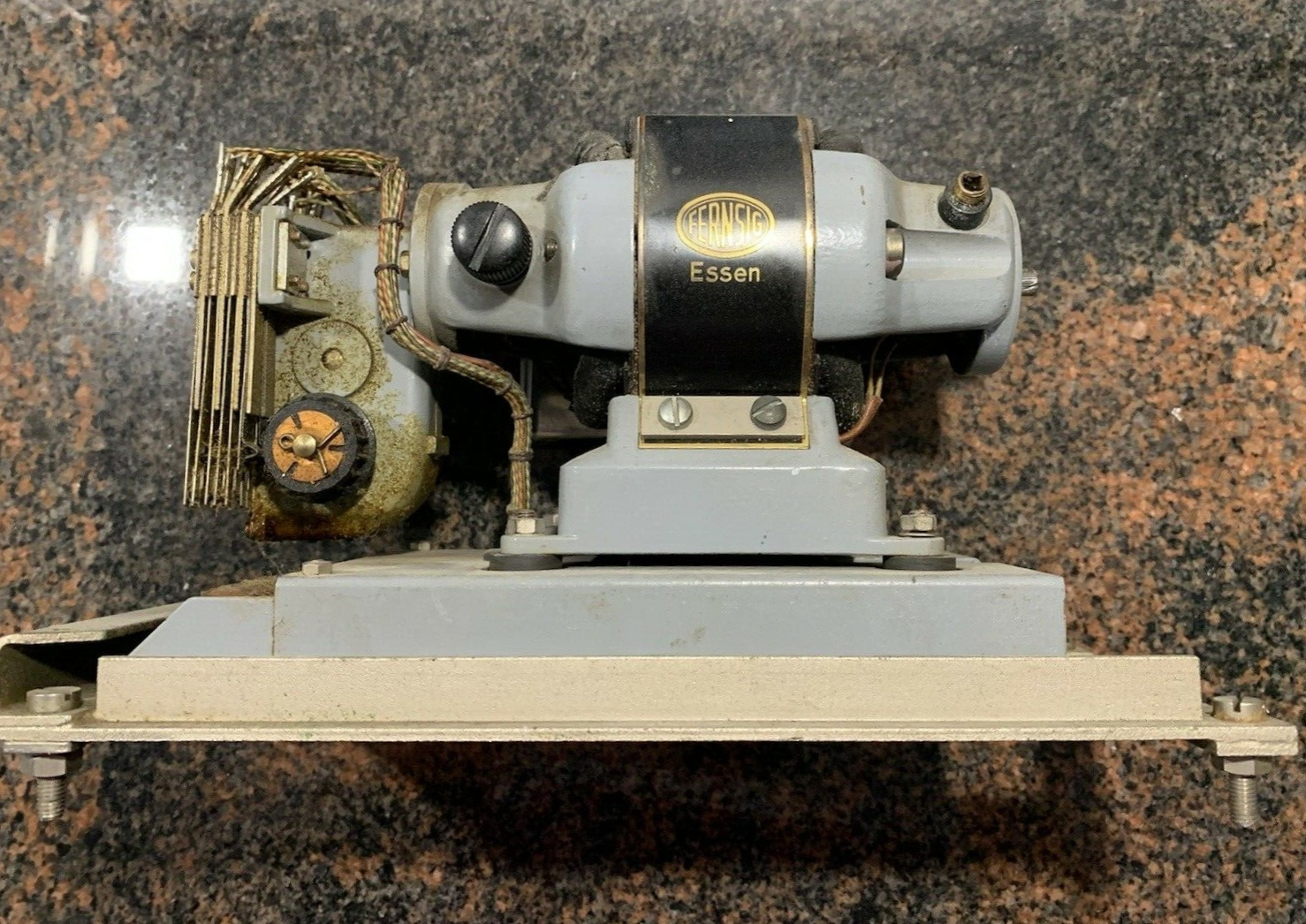
Kleine RSM Typ Fernsig 21736, Baujahr 1955 für Nebenstellenanlagen

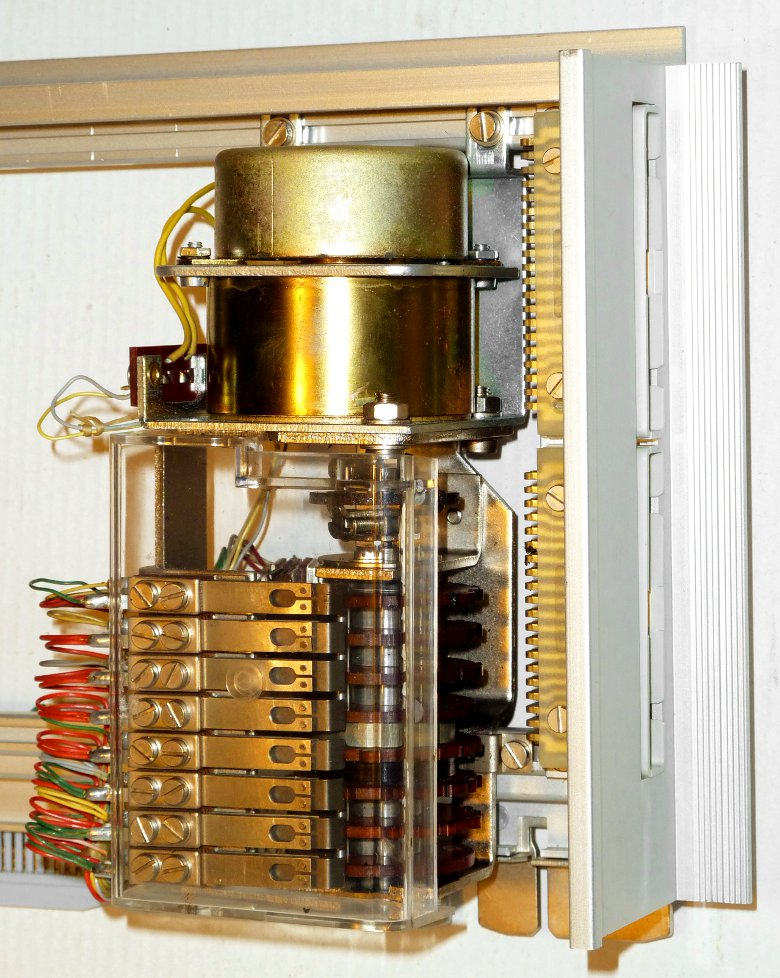
RSM (Signalgeber) aus der Nebenstellenanlage ESK 400E

In Nebenstellenanlagen waren die RSM abhängig von der Anlagengröße meist ähnlicher Bauart, nur kleiner und kompakter konstruiert, öfter steckbar zum schnellen Wechsel im Gestellrahmen untergebracht (Relaisschienenbauart). Die erzeugten Hörtöne und Signale waren mit Ausnahme des Wähltones (hier meist ein Morse-S) nahezu identisch. Interner Wählton einer Nebenstellenanlageⓘ